# 喬治·華盛頓·威廉斯
喬治·華盛頓·威廉斯（英語：George Washington Williams）是美國內戰時期和墨西哥的一名士兵，後來成為浸信會牧師、政治家、律師、記者和非裔美國人歷史作家。
他曾在俄亥俄州众议院任職。1880年代末，威廉斯嚮往歐洲和非洲。與比利時國王利奧波德二世的會面給他留下了深刻的印象，並在1890年剛果自由邦（當時屬於該國王）了解其發展情況。他對剛果人普遍遭受的殘酷虐待和奴役感到震驚，於1890年給利奧波德寫了一封公開信，講述了該地區土著居民在國王使者手中所遭受的苦難。這封信後來令「危害人类罪」一詞普及；剛果政權已造成數百萬人死亡，引發了國際社會對該政權的強烈抗議。

## 延伸閱讀
- Franklin, John Hope, George Washington Williams: A Biography, Chicago: University of Chicago Press, 1985; Reprint, Durham, N.C.: Duke University Press, 1998.
 – Video-recorded interview of Franklin about his biography of Williams （页面存档备份，存于）, 2008-10-08, 49m23s runtime.

## 外部連結
- George Washington Williams的作品  - 古騰堡計劃
- 互联网档案馆中喬治·華盛頓·威廉斯的作品或与之相关的作品
- "An Open Letter to His Serene Majesty Leopold II, King of the Belgians and Sovereign of the Independent State of Congo" （页面存档备份，存于）, 1890, at Black Past.